# La Foz de la Viella
La Foz de la Viella (aragonès) La Hoz de la Vieja (castellà) és una localitat i municipi d'Aragó, situat a la província de Terol i enquadrat a la comarca de la Conques Mineres.

## Toponímia
Agafa el nom dels sediments vermells del triàsic inferior (rubiel o rubiella) que envolta a La Hoz. Així passem de Foz Rubiella, a Foz la Viella i finalment Hoz de la Vieja (castellà).

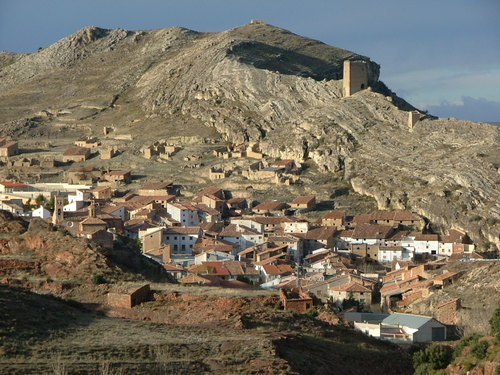
Vista de la vall

Textos de 1280 la nomenen com Foz la Viela (la "ll" es representava amb una "l"), en un text de 1212 es nomena com Foz la Vila. La forma "de la" representa un cas de "falsa segmentació", al segle xv es castellanitza el nom. En un text turolense de 1434 apareix com Foz de la Vieia, i en 1495 apareix el nom com Fox de la Viexa.

## Geografia
Situat en la serra de Cucalón entre massíssos de roques i barrancs (el Chorredero, el Vadiello i el Barrinquiello).
El nucli urbà es troba al peu de la torre fortalesa a una altitud de 931 metres sobre el nivell del mar.

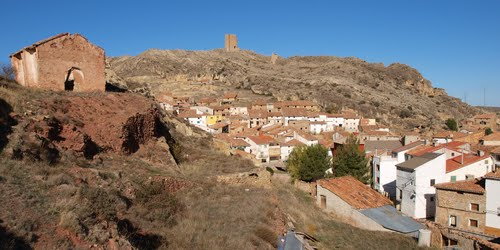
La Hoz de la Vieja i el Calvari (edifici en primer pla)

Des del punt de vista geològic, el poble se situa en el sector de contacte entre els materials paleozoics de l'anticlinal de Montalbán i els sediments triàsics de la branca aragonesa de la Serralada Ibèrica. Aquest contacte és un important accident tectònic que ve remarcat per un plec inclinat, els materials del qual més resistents, les dolomias del Muschelkalk, ressalten formant una cresta contínua que domina sobre la població i en la qual se situen algunes estructures defensives. El riu de Armillas o de la Cantalera, que té la seva capçalera en les pissarres i esquists del sector meridional, travessa la cresta esmentada mitjançant una profunda falç que dona nom a la població.
A l'oest del poble i travessat pel riu de Armillas destaca la presència d'un dens alzinar, que, juntament amb les pinedes que limiten amb el terme de Obón, constitueixen els únics enclavis arbrats del terme, sent la resta de la vegetació formacions de pasturatge amb argelaga bastant degradades, només trencada per la presència puntual de savines en les crestes calcàries, a les quals s'uneix el romaní sobre els materials vermellosos del Triàsic.

## Història
L'etimologia ens aclareix el seu origen llatí.
El poble va poder néixer del 235 al 220 a de AC d'un destacament romà emplaçat a l'esquena de les fortes places cartagineses d'Amílcar Barca, Asdrúbal i Aníbal. En la seva aferrissada lluita per les mines de Akra Leucé (Montalbán), Armeillas (Armillas) i Segórbiga (Segura). Formarien el seu campament d'hivern a l'abric de les seves muntanyes en el de l'actual La Hoz. Que li va donar nom "Faux" (del llatí, que significa gorja produït per un riu).
La foz; de la vieja és una deformació de rubiella, que va passar a viella i després a vieja. Rubiella vol dir que a la zona hi ha terres de color vermell.
Al 1361 malgrat la treva, aprofitant que el Rei d'Aragó està en la guerra del Rosselló, entra Pere "El Cruel" a sang i foc per terres aragoneses. La capital de Terol es lliura a l'invasor; traïció que castigarà Pere IV "El Cerimoniós" anul·lant els seus furs, i donant títol de Vila a La Hoz de la Vieja.

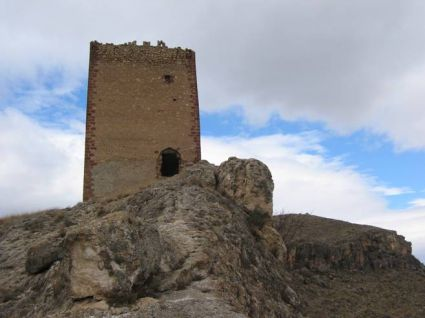
Castell datat del segle XIV

El Rei Pere, en retirar posteriorment el títol de Vila, els va conservar certs privilegis, entre ells el de peatge per a pas amb barca per tots els rius del Regne d'Aragó.
Evitant pagar tributs per a la fortificació de Montalbán, els veïns, van edificar en 1363 el seu propi castell. El castell o torre rectangular de 8 x 6,50 metres, és de bona maçoneria reforçada en les seves dues cantonades per pedres de carreu, les altres dues per a major resistència als possibles impactes, són arrodonides. Li donen certa gràcia pel seu bon estat de conservació. Aquesta torre és una de les més interessants del Regne. Conserva els merlets i mostra diverses sageteres amb marc de pedra de color més fosc i porta lleugerament apuntada.

L'església parroquial, gòtica en honor de La nostra Senyora de les Neus, es remunta a la fi del Segle XV o principis del XVI. D'una nau, que cobreix volta de creueria estavellada, absis 

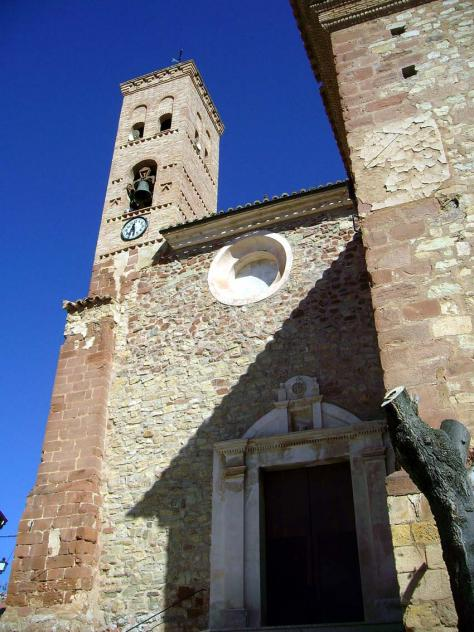
Església de Nuestra Señora de las Nieves

poligonal amb la seva finestra gòtica. L'altra capella és del Sant Crist, afegida a l'església a principis del Segle XIX, amb cúpula. Té tres retaules del Segle XVII, i cal destacar el quadre de Sant Antón, del Segle xvii que va escapar a la crema de 1936, col·locat ara en l'altar major.

## Política Local

### Darrers alcaldes
| Període   | Alcalde               | Partit |
| --------- | --------------------- | ------ |
| 1979-1983 | Teodoro Chopo Esteban | UCD    |
| 1983-1987 | Joaquin Gimeno Lahoz  |        |
| 1987-1991 | Joaquin Gimeno Lahoz  |        |
| 1991-1995 | Antonio Lahoz Lahoz   | PAR    |
| 1995-1999 | Antonio Lahoz Lahoz   | PAR    |
| 1999-2003 | Antonio Lahoz Lahoz   | PAR    |
| 2003-2007 | Antonio Lahoz Lahoz   | PAR    |
| 2007-2011 | Antonio Lahoz Lahoz   | PAR    |
| 2011-2015 | Antonio Lahoz Lahoz   | CA     |

### Resultats electorals
| Partit | 2003 | 2007 | 2011 |
| CA     |      |      | 2    |
| PSOE   |      | 1    | 1    |
| PAR    | 4    | 4    | -    |
| CHA    |      | -    | -    |
| PP     | 1    | -    | -    |
| Total  | 5    | 5    | 3    |

## Personatges importants
- José Antonio Nebra Mezquita (1672-1748)
- Antonio Cabañero y Burguete (1730/35-1822)administrador dels ducs de Villahermosa i canonge prior de la col·legiata de Mora de Rubielos. La seva fortuna la va destinar a crear la Fundació Benèfic-Docent “La Enseñanza”, que va dotar les escoles del poble i va concedir beques per a estudiants, protagonitzant la història de l'educació en La Hoz de la Vieja fins a mitjan segle xx.
- Juan Moreno i Polo (1711-1776) fou organista de la catedral de Tortosa des del 25 d'agost de 1731 fins al 2 de juny de 1776, data de la seua mort.
- José Moreno i Polo (1708-1774) fou compositor i organista.
- Charo Pradas (1960), pintora.